# Расмуссен, Хедвиг
Хедвиг Лерке Берг Расмуссен (дат. Hedvig Lærke Berg Rasmussen; род. 22 декабря 1993, Фредериксберг) — датская гребчиха, выступающая за сборную Дании по академической гребле с 2012 года. Бронзовая призёрка летних Олимпийских игр в Рио-де-Жанейро, обладательница бронзовой медали чемпионата мира и серебряной медали чемпионата Европы, победительница и призёрка многих регат национального значения.

## Биография
Хедвиг Расмуссен родилась 22 декабря 1993 года в городе Фредериксберг, Дания. Заниматься академической греблей начала в 2011 году, проходила подготовку в Копенгагене в Датском студенческом гребном клубе.
Дебютировала в гребле на международном уровне в 2012 году, выступив в распашных безрульных двойках на молодёжном мировом первенстве в Литве.
В 2013 году в парных двойках выиграла серебряную медаль на молодёжном чемпионате мира в Австрии. Попав в основной состав датской национальной сборной, дебютировала в Кубке мира, побывала на взрослом чемпионате Европы в Севилье, где стала четвёртой в зачёте парных четвёрок.
В 2014 году выступила на двух этапах Кубка мира и на европейском первенстве в Белграде.
В 2015 году в распашных безрульных двойках выиграла бронзовую медаль на этапе Кубка мира в Люцерне. Помимо этого, стартовала в той же дисциплине на чемпионате Европы в Познани и на чемпионате мира в Эгбелете, но здесь попасть в число призёров не смогла.
Благодаря череде удачных выступлений удостоилась права защищать честь страны на летних Олимпийских играх 2016 года в Рио-де-Жанейро. Вместе с напарницей Анне Андерсен финишировала в программе безрульных двоек третьей позади экипажей из Великобритании и Новой Зеландии — тем самым завоевала бронзовую олимпийскую медаль.
После Олимпиады Расмуссен осталась в составе гребной команды Дании и продолжила принимать участие в крупнейших международных регатах. Так, в 2017 году в безрульных двойках она взяла бронзу на чемпионате мира в Сарасоте и серебро на чемпионате Европы в Рачице. Кроме того, стала бронзовой призёркой на этапе Кубка мира в Люцерне.
В 2018 году в безрульных четвёрках выиграла серебряную медаль на этапе Кубка мира в Люцерне, участвовала в чемпионате мира в Пловдиве, где показала в финале четвёртый результат.